# William Parsons (attore 1878-1919)
William Parsons (Middletown, 14 agosto 1878 – Los Angeles, 28 settembre 1919) è stato un attore e produttore cinematografico statunitense.
Soprannominato 'Smiling' Bill, appare nel cast di numerosi film con lo pseudonimo di Smiling Billy Parsons. Usò anche il nome W.E. Parsons.

## Biografia
Nato nel 1878 a Middletown, nello stato di New York, William Parsons lavorò nel cinema muto. Esordì sullo schermo in un cortometraggio prodotto dalla Vitagraph Company of America. Nella sua carriera, recitò in oltre settanta film, ma fu anche produttore con 19 titoli e assistente alla regia di un unico film. Tra le sue produzioni va ricordato Tarzan of the Apes, il primo film tratto dalle opere di Edgar Rice Burroughs dedicato al personaggio di Tarzan che, in questa versione del 1918, venne interpretato da Elmo Lincoln.
Parsons era sposato all'attrice Billie Rhodes (1894–1988): il loro matrimonio fu celebrato nel 1918 e durò solo un anno. L'attore, infatti, morì a Los Angeles il 28 settembre 1919 a 41 anni per coma diabetico.

## Filmografia

### Attore
- The Brute, regia di Hardee Kirkland - cortometraggio (1914)
- Buffalo Jim, regia di Ulysses Davis - cortometraggio (1914)
- A Father's Heart, regia di Paul Powell - cortometraggio (1914)
- A Girl of the Cafés, regia di Leon D. Kent (Leon De La Mothe) (1914)
- The Downward Path, regia di Wilbert Melville (1914)
- The Face in the Crowd, regia di Paul Powell (1914)
- For Repairs, regia di Paul Powell (1914)
- Toys of Fate (1914)
- The Long Lane, regia di Paul Powell (1914)
- The Stolen Yacht, regia di Paul Powell (1914)
- The Quack, regia di Wilbert Melville (1914)
- He Waits Forever  (1914)
- The House of D'or, regia di Paul Powell  (1914)
- When the Blind See, regia di Paul Powell  (1914)
- The Lure of the Green Table (1914)
- Love's Savage Hate -  con il nome W.E. Parsons (1914)
- When Honor Wakes, regia di Barry O'Neil (1915)
- A Night's Adventure (1915)
- His Partner's Sacrifice (1915)
- Beneath the Sea, regia di Wilbert Melville (1915)
- The Good in Him, regia di Paul Powell (1915)
- In the Background, regia di Paul Powell (1915)
- The Accusing Pen
- The Terrible One
- What Money Will Do
- The Wildcat, regia di Paul M. Powell (1915)
- The Tale of the Night Before
- For His Wife's Sake
- A Kentucky Girl (1915)
- Gold-Bricking Cupid, regia di William A. Seiter (1915)
- Can You Beat It?, regia di Louis Chaudet (1915)
- Beached and Bleached, regia di Louis Chaudet (1915)
- The Morning After (1915)
- The Wall Between, regia di Paul Powell (1915)
- The Little Puritan
- A Misfit Baron
- Four Narratives
- The Invisible Enemy, regia di William Stoermer  (1916)
- The Turquoise Mine Conspiracy, regia di James W. Horne (1916)
- Le colonne della società (Pillars of Society), regia di Raoul Walsh (1916)
- La peccatrice innocente (The Innocent Sinner), regia di R.A. Walsh (Raoul Walsh) (1917)
- Bill's Baby
- Bill's Predicament
- The Vigilantes
- Birds of a Feather - cortometraggio (1918)
- Matching Billy
- Widow's Might
- Dad's Knockout
- Bill Settles Down
- Billy's Fortune
- Up a Tree (1918)
- Bill's Sweetie
- Camping Out (1918)
- A Pair of Pink Pajamas (1918)
- The Jelly Fish (1918)
- You Know What I Mean (1918)
- The Big Idea (1919)
- Have Another (1919)
- A Master of Music (1919)
- The New Breakfast Food (1919)
- The Potum of Swat (1919)
- The Midnight Alarm (1919)
- Wanted: A Baby (1919)
- The Sea Wolf (1919)
- Circumstantial Evidence (1919)
- A Wonderful Night (1919)
- Chasing Rainbeaux (1919)
- They're Off (1919)
- He Did and He Didn't (1919)
- Oh! Bill Behave (1919)
- His Own Medicine, regia di William A. Seiter (1919)
- A Much Needed Rest, regia di Mark Goldaine (1919)
- Eyes of the Heart, regia di Paul Powell (1920)

### Produttore
- Tarzan of the Apes, regia di Scott Sidney (1918)